# 北京地下鉄DKZ15型電車
北京地下鉄 DKZ15・34 型電車（ぺきんちかてつDKZ15・34がたでんしゃ） は、北京地下鉄が2007年(平成19年)に開発した地下鉄電車。

## 概要
DKZ15・DKZ34 型には、116編成×6両編成の合計696両の車両が所属している 。すべての車両の両端に非常用貫通扉が設けられている。各車両4ドア車で、宋家荘駅 、 万柳車両基地などに割り当てられている。  
DKZ15型は、10号線の車両の初期車両で、2007年（平成19年）に製造された。前面はスカイブルーで塗装され、赤い「北京」の文字が塗装されていた（C修繕工事が施工された車両は白に塗装変更され、「北京」のサイズはDKZ34型2次車と同じになった）。側面はシルバーグレーで塗装され、列車の正面の両側に北京オリンピックのロゴがある（C修繕された編成は無くなった）。8号線1期開業から2期開業まで8号線で運行されていた 。

DKZ34型1次車と2次車は、それぞれ2011年（平成23年）と2013年（平成25年）に製造され、外観はDKZ15型と同じだが、列車の正面の両側に北京オリンピックのロゴがない。また、両端の「北京」の文字は白で、1次車のフォントサイズはDKZ15型と同じで、2次車のサイズは小さくなっている。

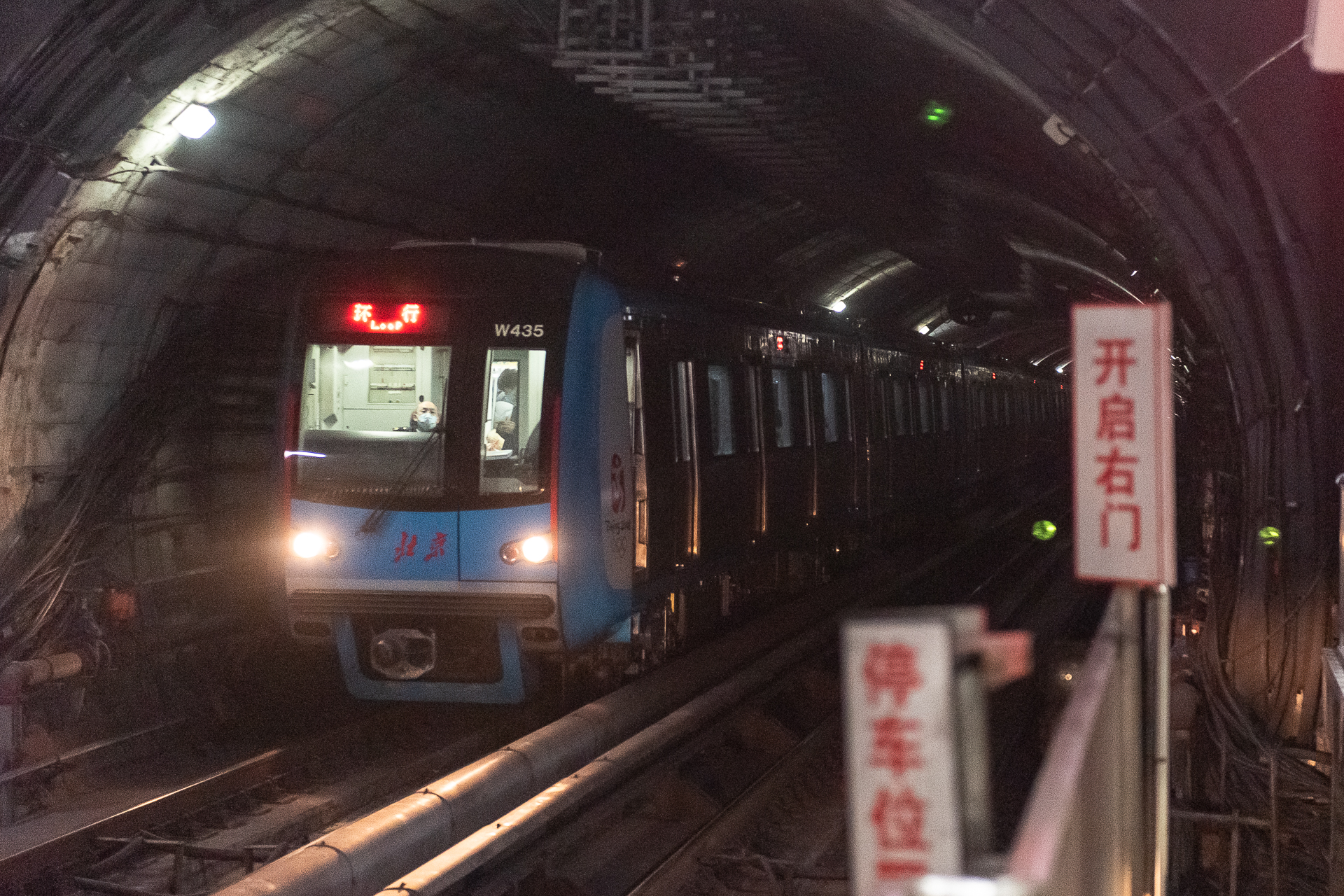
DKZ15型
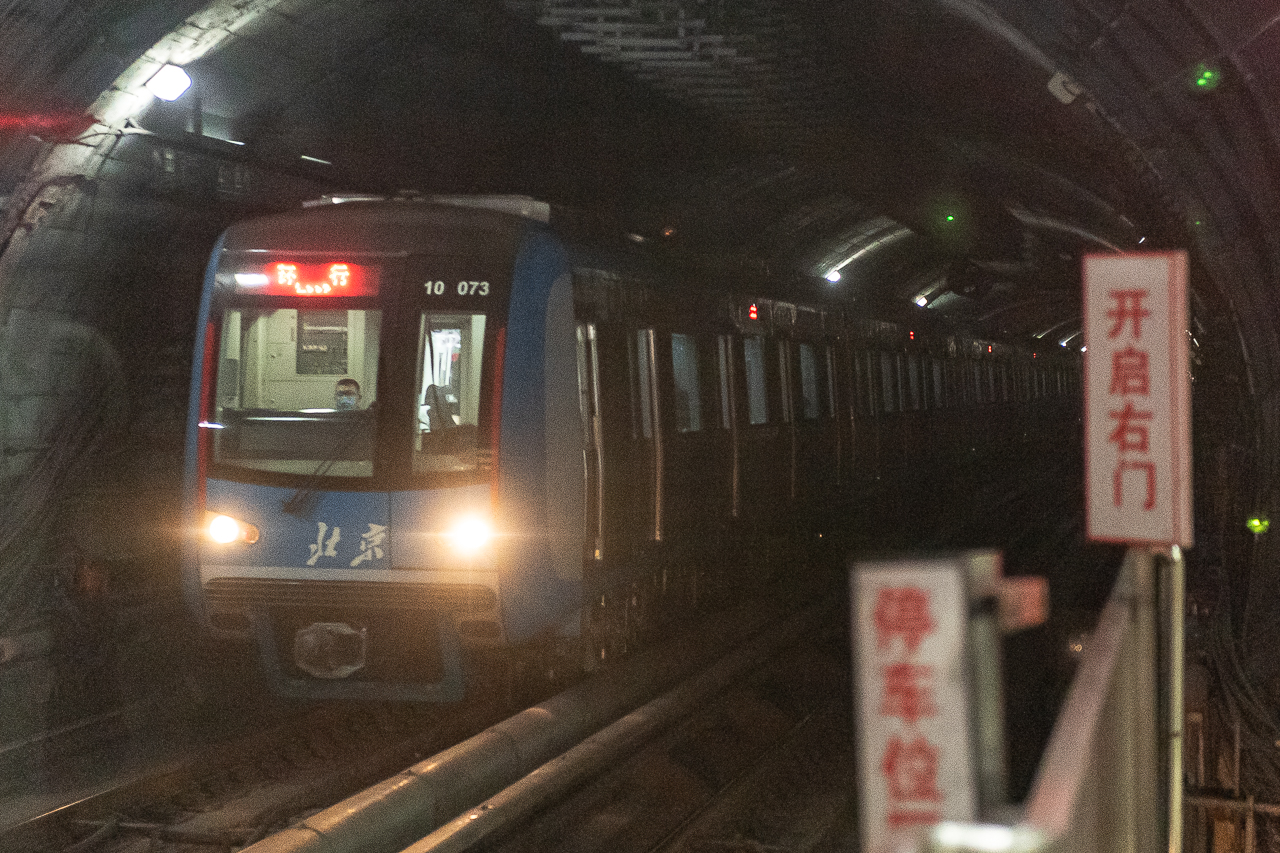
DKZ34型1次車
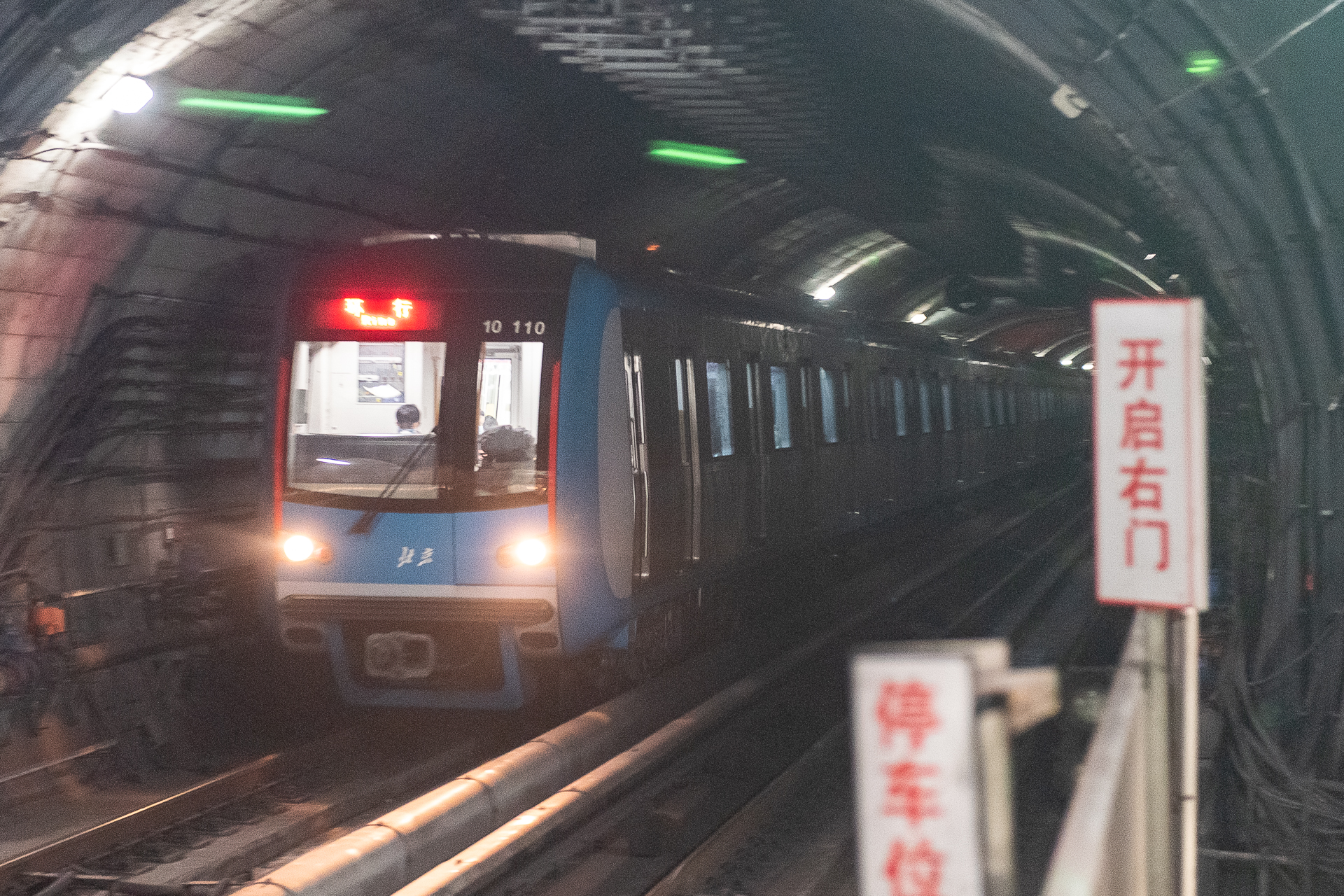
DKZ34型2次車

## 編成表
|                | DKZ15 / 34          |                    |                    |                    |                    |                     |
| 号車           | 1                   | 2                  | 3                  | 4                  | 5                  | 6                   |
| 集電靴         | 無し                | 有り               | 無し               | 有り               | 有り               | 無し                |
| 形式区分       | W4XX1 10XXX1 （Tc） | W4XX2 10XXX2 （M） | W4XX3 10XXX3 （T） | W4XX4 10XXX4 （M） | W4XX5 10XXX5 （M） | W4XX6 10XXX6 （Tc） |
| パワーユニット | ユニット1           | ユニット1          | ユニット2          | ユニット2          | ユニット3          | ユニット3           |
| 機器配置       | SIV（L） CP（L）    | VVVF（R）          |                    | VVVF（L）          | VVVF（L）          | SIV（R） CP（R）    |
| 車両重量       | 30.0t               | 35.0t              | 29.0t              | 35.0t              | 35.0t              | 30.0t               |
| 定員           | 234人               | 252人              | 234人              | 252人              | 252人              | 234人               |

例
- SIV：静止形インバータ
- CP：電気空気圧縮機

## 電車の写真

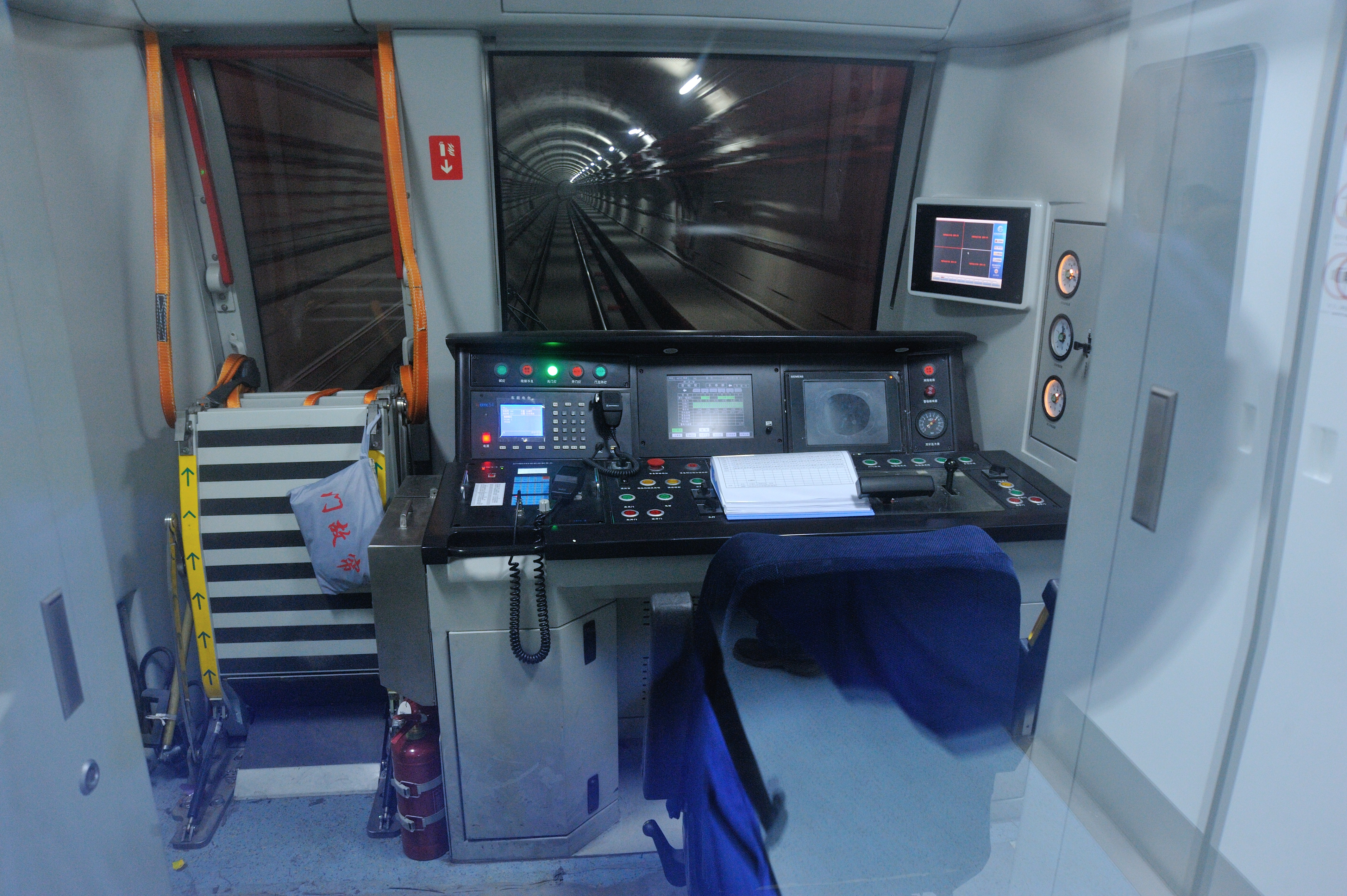
運転席
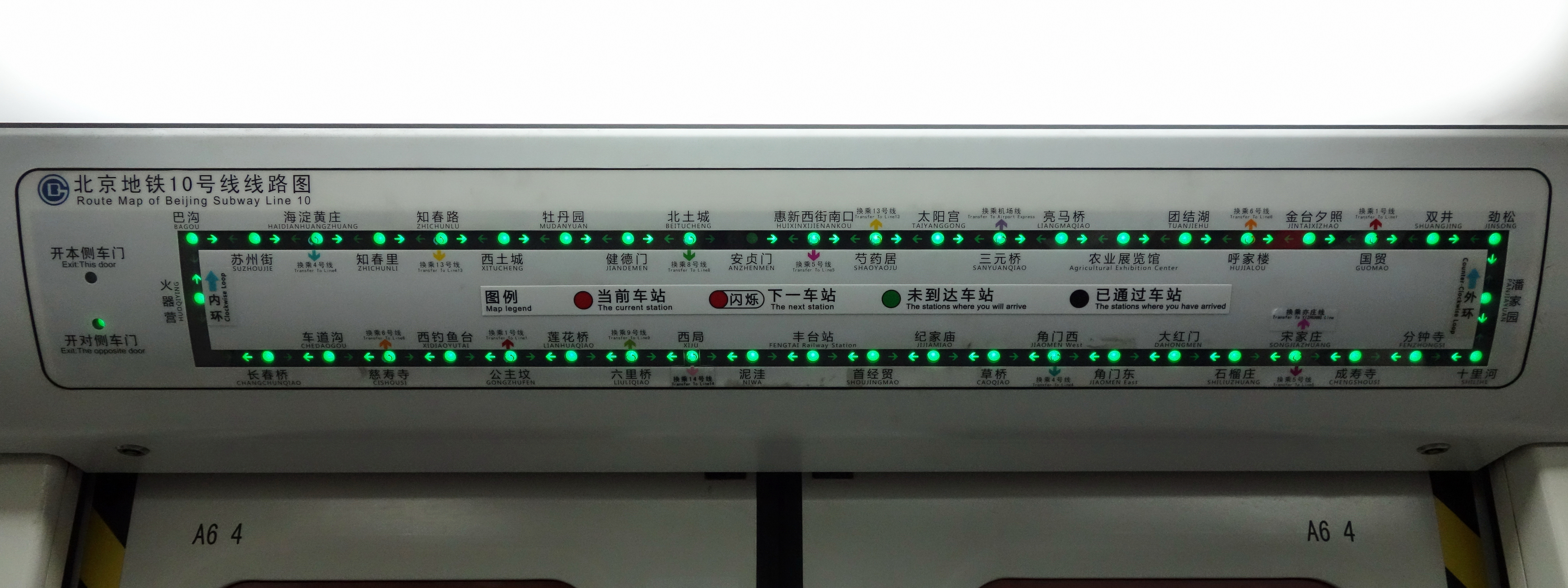
車内案内表示器（日本で言う東京メトロ01系・02系に取り付けられている路線図式タイプ）
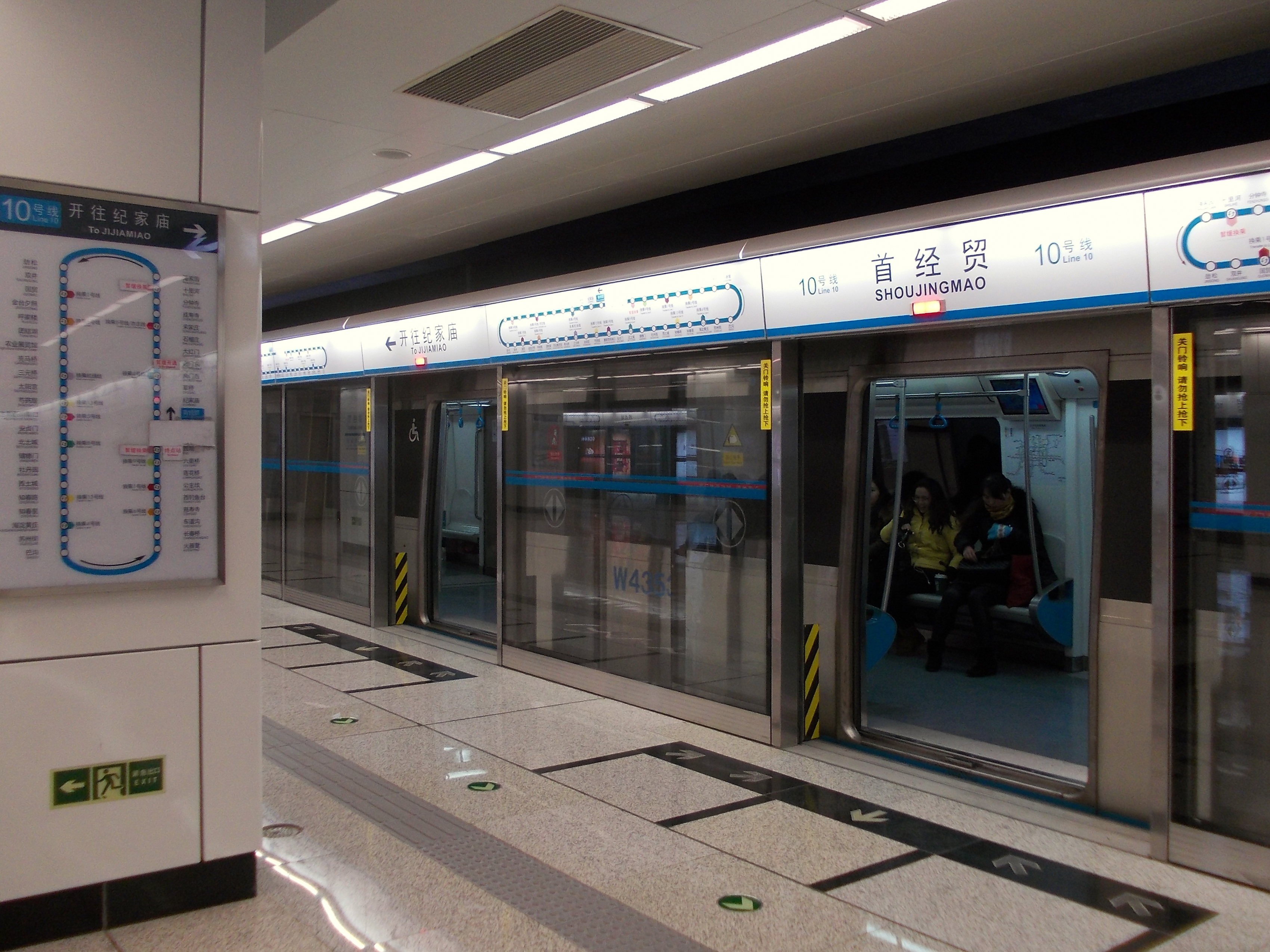
首経質駅に停車中の電車
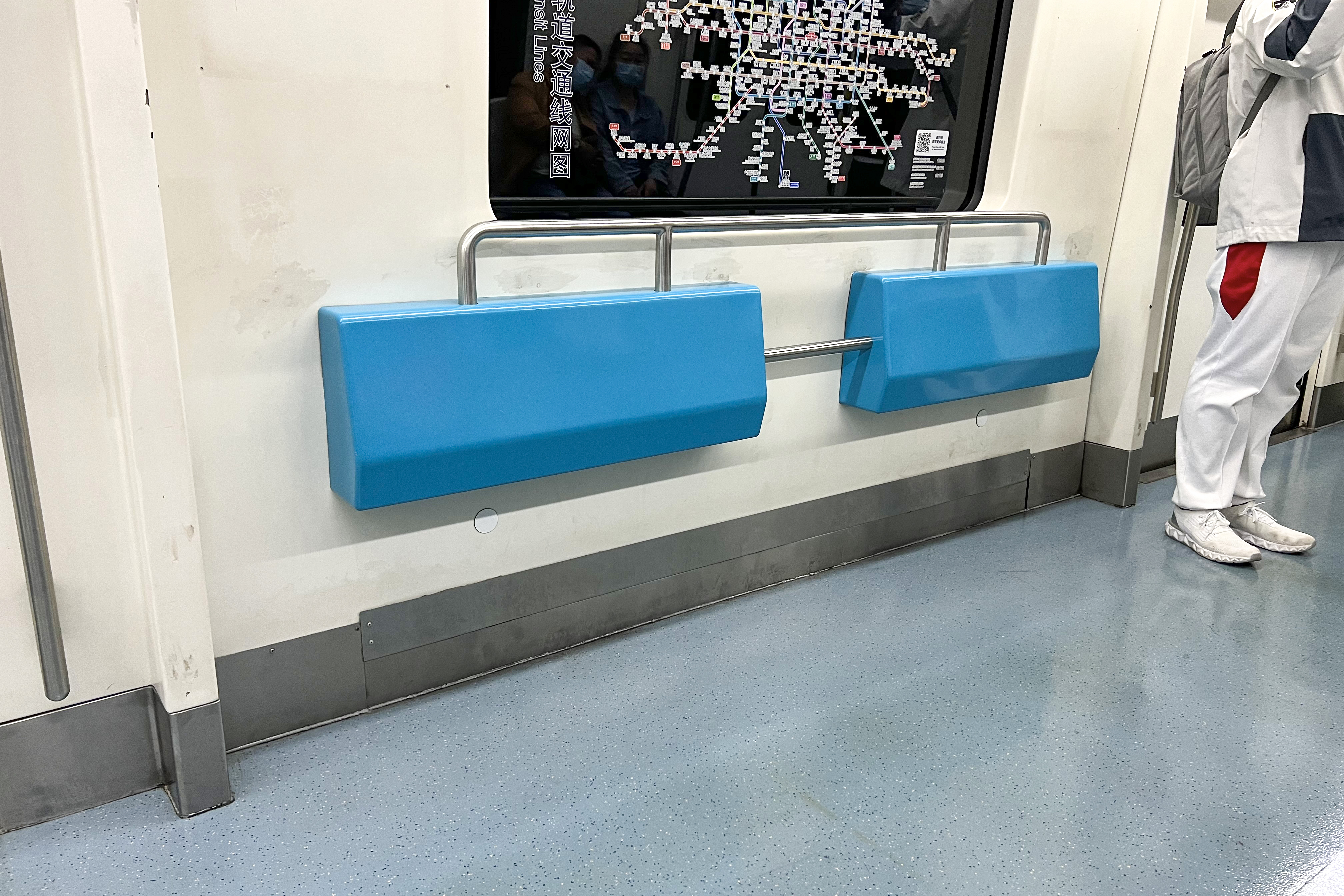
一部車両は席を外した後に背もたれが取り付けられていることもある

## 整備時の経由路線

### パート1
列車は中国中車長春軌道客車を出発し、哈大線、神山鉄道、瀋山線、豊双線を経由して小紅門駅に到着し、その後、連絡線を通り、北京を通過し、メトロ車両工場と宋家荘車両基地に行く。5号線の接続線は5号線に入り5号線と10号線の接続線を通って10号線に入り、万柳車両基地に到着する。

### パート2
列車は北京地下鉄車両工場を出発し、北京地下鉄車両工場と宋家荘車両基地の接続線を通って宋家荘車両基地に到着。その後、一部の列車は5号線と10号線の接続線に入り、 万柳車両基地と五路車両基地のそれぞれの車両基地に入る。